# Gimnazijski maturant
Gimnazijski maturant je poklicni status po dokončani gimnaziji in/ali splošni maturi (zadostuje zgolj uspešno opravljena splošna matura).